# 44-я пехотная дивизия (США)
44-я пехотная дивизия (англ. 44th Infantry Division) — дивизия Армии США, сформирована из национальной гвардии штатов Нью-Йорк и Нью-Джерси. Прозвище — «Подготовлена к любым делам» (Preparated in All Things).

## Создание
Была создана 19 октября 1920 года как подразделение Национальной Гвардии. Нарукавный шеврон для дивизии был утверждён военным министром США (англ. United States Secretary of War) 5 октября 1921 года .

## Вторая мировая война
Состав:71,114,324-й пехотные полки; 157-й (сред.),158,217,229-й (лег.)полевые артиллерийские батальоны.
Кампании: Северо-Западная Европа (октябрь 1944 — май 1945 гг.; 7-я армия; соединение с войсками Итальянского фронта (американской 10-й горнопехотной дивизией) на перевале Решен (Резья), 7 мая).
Командование: 
- генерал-майор Роберт Лили Спрэгинс (август 1944 - декабрь 1944)
- бригадный генерал (временное звание) (с 19.3. 1945 генерал-майор (временное звание) Уильям Фриш Дин (декабрь 1944 - октябрь 1945.

Дивизия была расформирована в ноябре 1945 года.

## После второй мировой войны
Вторая 44-я пехотная дивизия была сформирована как подразделение Национальной гвардии штата Иллинойс в 1946 году. Расформирована 10 октября 1954 года.

## Командиры
- генерал-майор Роберт Л.Спреггинс (август 1944-декабрь 1944 гг.)
- генерал-майор Уильям Ф.Дин (январь 1945-сентябрь 1945)